# Пударци
Пударци је насеље у општини Гроцка у Граду Београду. Према попису из 2022. било је 1209 становника.

## Историја
Насељено место Пударци се налази јужно од вароши Гроцке. Северозападно од места је место које се зове Старо Село, где се и данас види по који споменик без натписа. Нема података а ни предање ништа не зна да каже о постанку овога села. У арачким списковима из првих десетина 19. века помињу се Пударци као село које је имало 1818. године 22 куће, а по попису из 1922. године село је имало 204 куће са 1126 становника.
Село су основали преци данашњих Ђорђевића и настанили су се у долини Потока, где је село било све до 1815. године. Тек после ослобођења почели су се из долине исељавати по странама и насељавати на данашња места. Старе су породице: Марковићи, Маринковићи, Маторчевићи и Пантелићи. Остале су породице досељене и то: Велићковићи (Ранковићи) из Куча, одакле је дошао њихов чукундеда: Лазаревићи, Мартиновићи и Недељковићи су старином из Корита; Стефановићи (Радојћићи, Глишићи, Илићи) старином су од Лесковца: Павловићи (Јеремићи) су из Куча; Пејићи (Ђурићи) су из „Ерске“ и Илићи из Босне. Село није имало цркву Служили се манастиром Раиновцем. Село Пударци имају своју школу од 1893. године. (подаци крајем 1921).

## Демографија
У насељу Пударци живи 1117 пунолетних становника, а просечна старост становништва износи 40,4 година (38,6 код мушкараца и 42,1 код жена). У насељу има 413 домаћинстава, а просечан број чланова по домаћинству је 3,41.
Ово насеље је у великим делом насељено Србима (према попису из 2002. године).
|  |

| Демографија | Демографија | Демографија |
| Година      | Становника  | Становника  |
| ----------- | ----------- | ----------- |
| 1948.       | 1.507       |             |
| 1953.       | 1.602       |             |
| 1961.       | 1.642       |             |
| 1971.       | 1.497       |             |
| 1981.       | 1.552       |             |
| 1991.       | 1.643       | 1.536       |
| 2002.       | 1.410       | 1.504       |

| Етнички састав према попису из 2002.‍ | Етнички састав према попису из 2002.‍ | Етнички састав према попису из 2002.‍ | Етнички састав према попису из 2002.‍ | Етнички састав према попису из 2002.‍ |
| ------------------------------------ | ------------------------------------ | ------------------------------------ | ------------------------------------ | ------------------------------------ |
|                                      |                                      |                                      |                                      |                                      |
| Срби                                 | Срби                                 |                                      | 1.398                                | 99,14%                               |
| Црногорци                            | Црногорци                            |                                      | 2                                    | 0,14%                                |
| Хрвати                               | Хрвати                               |                                      | 2                                    | 0,14%                                |
| Румуни                               | Румуни                               |                                      | 1                                    | 0,07%                                |
| Мађари                               | Мађари                               |                                      | 1                                    | 0,07%                                |
| Македонци                            | Македонци                            |                                      | 1                                    | 0,07%                                |
| непознато                            | непознато                            |                                      | 3                                    | 0,21%                                |

| Година пописа     | 1948. | 1953. | 1961. | 1971. | 1981. | 1991. | 2002. |
| ----------------- | ----- | ----- | ----- | ----- | ----- | ----- | ----- |
| Број домаћинстава | 332   | 340   | 378   | 374   | 411   | 427   | 413   |

| Број чланова      | 1  | 2  | 3  | 4  | 5  | 6  | 7  | 8 | 9 | 10 и више | Просек |
| ----------------- | -- | -- | -- | -- | -- | -- | -- | - | - | --------- | ------ |
| Број домаћинстава | 74 | 89 | 51 | 80 | 63 | 32 | 16 | 6 | 2 | 0         | 3,41   |

| Пол    | Укупно | Неожењен/Неудата | Ожењен/Удата | Удовац/Удовица | Разведен/Разведена | Непознато |
| ------ | ------ | ---------------- | ------------ | -------------- | ------------------ | --------- |
| Мушки  | 564    | 158              | 354          | 43             | 9                  | 0         |
| Женски | 608    | 97               | 361          | 133            | 17                 | 0         |
| УКУПНО | 1.172  | 255              | 715          | 176            | 26                 | 0         |

| Пол    | Укупно                    | Пољопривреда, лов и шумарство | Рибарство                            | Вађење руде и камена | Прерађивачка индустрија       |
| ------ | ------------------------- | ----------------------------- | ------------------------------------ | -------------------- | ----------------------------- |
| Мушки  | 356                       | 168                           | 0                                    | 0                    | 70                            |
| Женски | 228                       | 114                           | 0                                    | 0                    | 30                            |
| УКУПНО | 584                       | 282                           | 0                                    | 0                    | 100                           |
| Пол    | Производња и снабдевање   | Грађевинарство                | Трговина                             | Хотели и ресторани   | Саобраћај, складиштење и везе |
| Мушки  | 7                         | 13                            | 24                                   | 2                    | 40                            |
| Женски | 0                         | 3                             | 25                                   | 3                    | 8                             |
| УКУПНО | 7                         | 16                            | 49                                   | 5                    | 48                            |
| Пол    | Финансијско посредовање   | Некретнине                    | Државна управа и одбрана             | Образовање           | Здравствени и социјални рад   |
| Мушки  | 1                         | 10                            | 14                                   | 1                    | 4                             |
| Женски | 2                         | 1                             | 2                                    | 9                    | 29                            |
| УКУПНО | 3                         | 11                            | 16                                   | 10                   | 33                            |
| Пол    | Остале услужне активности | Приватна домаћинства          | Екстериторијалне организације и тела | Непознато            | Непознато                     |
| Мушки  | 1                         | 0                             | 0                                    | 1                    | 1                             |
| Женски | 1                         | 1                             | 0                                    | 0                    | 0                             |
| УКУПНО | 2                         | 1                             | 0                                    | 1                    | 1                             |